# Yak Rivais

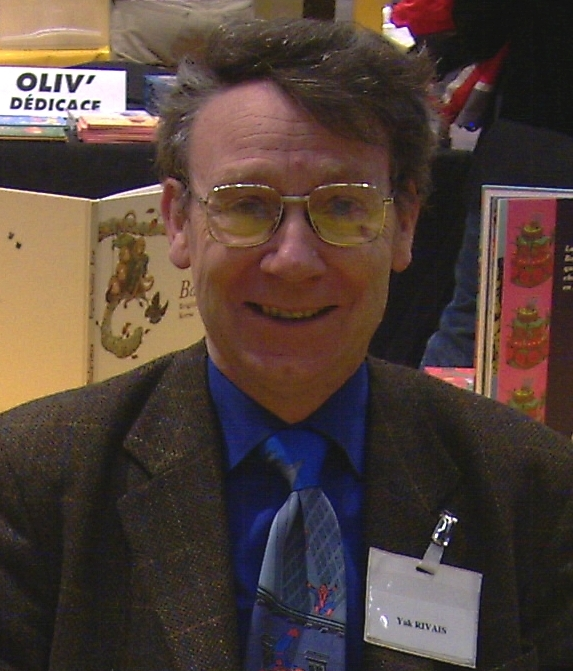
Yak Rivais, April 2006

Yannick „Yak“ Rivais (* 21. Oktober 1939 in Fougères, Frankreich) ist ein französischer Künstler und Schriftsteller, der vor allem als Kinderbuchautor bekannt geworden ist. Er arbeitete bis 1994 als Lehrer. 

## Leben und Wirken
Als Künstler hatte er Ausstellungen seiner Bilder und Karikaturen in Paris, Frankfurt, München, Brüssel und Montreal. Er unternahm viele Reisen, so nach Indien, Ägypten, Nepal, Kenia und in die ehemalige UdSSR. Seine humorvollen Zeichnungen findet man bei Fluide Glacial und im Almanach Vermot.
Insgesamt veröffentlichte er mehr als 50 Romane und Erzählungen, bei denen er im deutschen Sprachraum vor allem durch seine Kindergeschichten bekannt wurde. Wie bei seinem Freund Pierre Gripari und dessen Contes de la Rue Broca und Contes de la Folie Mericourt sind dies auch bei Rivais Geschichten von Hexen und fantastische Erzählungen aus einem bestimmten Pariser Straßenviertel. In seinen Contes de la Rue de Bretagne schreibt er von Hexen, Gespenstern, Kobolden, kleinen Teufelchen und anderen Märchengestalten und setzt auch Wortspielereien ein. 
Die Nürnberger Nachrichten schrieben zu seinem ersten deutschsprachigen Kinderbuch Fiffi und die Hexe: „Eine einfache Geschichte wie im wirklichen Leben, treffsicher pointiert, komisch und traurig, ein Lesevergnügen.“
Rivais hat die Leitung der Abteilung Kinderbuch im französischen Verlag Belfond.

## Werke
- Les Demoiselles d’A. Belfond, Paris 1979, ISBN 2-7144-1254-8.
- Contes de la Rue de Bretagne. Illustrationen von Yak Rivais. La Table Ronde, Paris 1990, ISBN 2710304155.
- Yak Rivais (Illustrationen), Michel Laclos (Texte): Les Sorcières sont N.R.V. L´école des loisirs, Paris 1989, ISBN 2211055036.
- Fiffi und die Hexe. (Originaltitel Mouche et la sorcière.) Beltz und Gellberg, Weinheim 1996, ISBN 3-407-79734-6.
- Fiffi heizt der Hexe ein. (Originaltitel Mouche et la vielle aux cheveux rouges.) Beltz und Gellberg, Weinheim 1999, ISBN 3-407-78340-X.

## Auszeichnungen
- 1980: Prix de l’Anticonformisme für den Roman Les Demoiselles d’A.
- Prix de l’Humour Noir